# 요요기코엔역
요요기코엔역(일본어: 代々木公園駅, よよぎこうえんえき)은 일본 도쿄도 시부야구에 있는 철도역이다.

## 타는 곳
| 1 | ○ 지요다 선 | 요요기우에하라・혼아쓰기・가라키다 방면 |
| 2 | ○ 지요다 선 | 오테마치・아야세・아비코・도리데 방면   |

## 역 주변
- NHK 방송 센터
- NHK 홀
- 국립 요요기 경기장
- 요요기 공원
- 요요기하치만 역(오다큐 전철 오다와라 선)

## 역사
- 1972년 10월 20일: 영업 개시.

## 사진

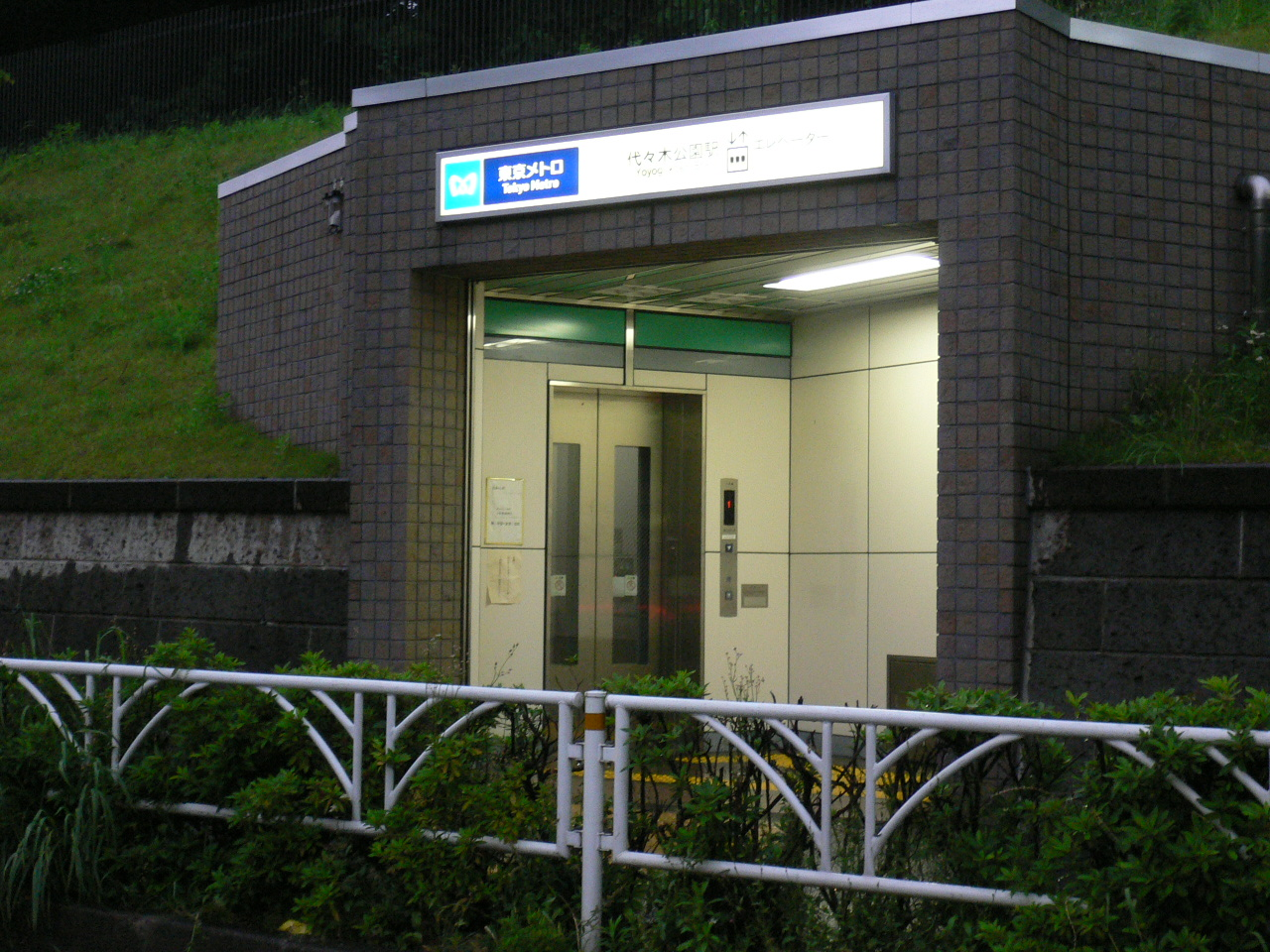
출입구 승강기(2005년 6월 4일)
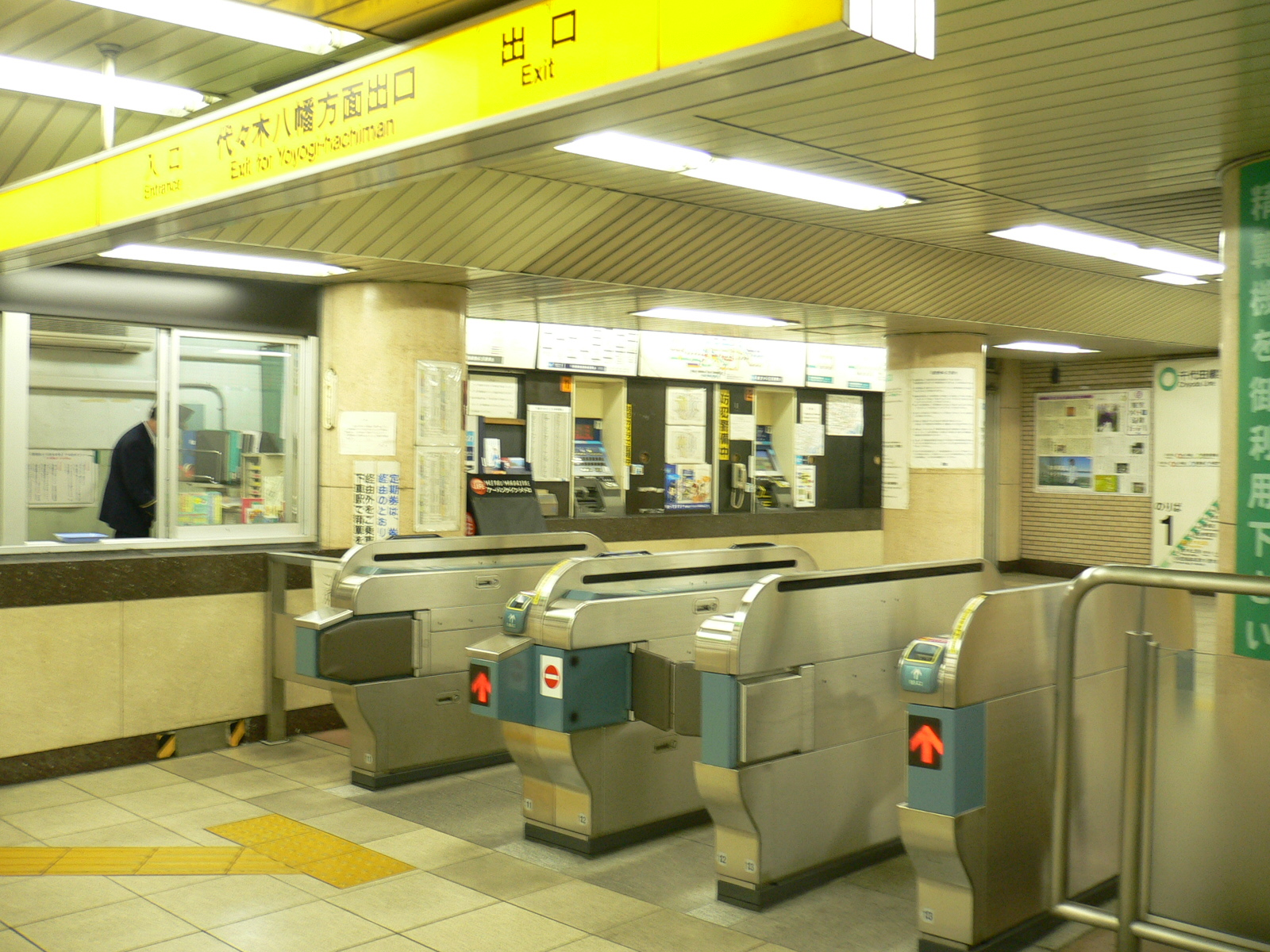
개찰 모습(2005년 6월 12일)

## 인접역
| 도쿄 메트로 9호선       | 도쿄 메트로 9호선 | 도쿄 메트로 9호선               |
| ----------------------- | ----------------- | ------------------------------- |
| C01 요요기우에하라 방면 | 지요다 선         | C03 메이지 진구마에 아야세 방면 |